# سیارک ۹۵۰۶
سیارک ۹۵۰۶ (به انگلیسی: 9506 Telramund، نامگذاری:5200T-2) نه هزار و پانصد و ششمین سیارک کشف شده‌است که در ۲۵ سپتامبر ۱۹۷۳ کشف شد.
قدر مطلق سیارک برابر ۱۳٫۰۰ است.